# Force India VJM06
A Force India VJM06 egy Formula–1-es versenyautó, amit a Force India tervezett  és versenyeztetett a 2013-as idényben. Pilótái Paul di Resta és Adrian Sutil voltak.

## Bemutató
Február 1-jén, nem sokkal a Scuderia Ferrari után a Force India is bemutatta a 2013-as versenyautóját. A VJM06-ról a csapat garázsában, Silverstone-ban rántották le a leplet. Paul di Resta a bemutató után rögtön ki is próbálta az új autót a silverstone-i pályán. Ez hivatalosan nem minősült tesztnek, mert a csapatok évente néhány alkalommal, promóciós céllal a nagydíjakon és a hivatalos teszteken kívül is pályára küldhetik autóikat. Ilyenkor például speciális gumikat kell felrakniuk rá, amelyek nem szerepelnek a Pirelli versenyekre szánt kínálatában.

## Tervezés
A VJM06 aerodinamikája és felfüggesztése is lényegesen különbözött elődjétől. Különösen a hátsó futómű geometriáján változtattak, aerodinamikai okokból megemelték, hogy az alsó lengőkarok alatt minél több levegő tudjon átáramlani a diffúzor irányába. A felfüggesztésen végzett módosítások fő célja az volt, hogy az autó minél jobban bánjon a Pirelli gumikkal.
Májusban a duxfordi repülőtéren egyenesvonalú tesztet hajtott végre, James Calado volt a tesztpilótája a csapatnak. A teszten a VJM06-os hátsó traktusára összpontosítottak, vagyis a hátsó légterelő szárnnyal kapcsolatban elvégzett fejlesztéseket, az autó hátsó menetstabilitásának fokozása volt a legfőbb cél. A tesztelt hátsó légterelő szárnyának véglezáró lemezeinek alsó meghosszabbításában a diffúzor oldalsó légkamrái mögött lévő légterelő lemezek is más kialakítást kaptak.
A Force India volt az első csapat, amely bejelentette, hogy nem fejleszti tovább autóját, hogy a turbókorszakban bevetendő új modelljükre koncentrálhassanak.

## Eredmények
(Táblázat értelmezése)

(Félkövér: pole-pozícióból indult; dőlt: leggyorsabb kört futott) 

| Év   | Csapat             | Motor                 | Gumi | Versenyzők    | 1   | 2   | 3   | 4   | 5   | 6   | 7   | 8   | 9   | 10  | 11  | 12  | 13  | 14  | 15  | 16  | 17  | 18  | 19  | Pont | Helyezés |
| ---- | ------------------ | --------------------- | ---- | ------------- | --- | --- | --- | --- | --- | --- | --- | --- | --- | --- | --- | --- | --- | --- | --- | --- | --- | --- | --- | ---- | -------- |
| 2013 | Sahara Force India | Mercedes-Benz FO 108Z | P    |               | AUS | MAL | CHN | BHR | ESP | MON | CAN | GBR | GER | HUN | BEL | ITA | SIN | KOR | JPN | IND | ABU | USA | BRA | 77   | 6.       |
| 2013 | Sahara Force India | Mercedes-Benz FO 108Z | P    | Paul di Resta | 8   | Ki  | 8   | 4   | 7   | 9   | 7   | 9   | 11  | 18† | Ki  | Ki  | 20† | Ki  | 11  | 8   | 6   | 15  | 11  | 77   | 6.       |
| 2013 | Sahara Force India | Mercedes-Benz FO 108Z | P    | Adrian Sutil  | 7   | Ki  | Ki  | 13  | 13  | 5   | 10  | 7   | 13  | Ki  | 9   | 16† | 10  | 20† | 14  | 9   | 10  | Ki  | 13  | 77   | 6.       |

- † – Nem fejezte be a futamot, de rangsorolva lett, mert teljesítette a versenytáv 90%-át.